# Maksymilian Zimoląg
Maksymilian Zimoląg, również Max Zimolong (ur. 1905 w Orzegowie, zm. 1986) – polski waltornista i pedagog muzyczny.
Pierwszy waltornista Berliner Philharmoniker (1931–1935) i Staatskapelle Dresden (1935–1947). Prowadził ożywioną działalność koncertową i nagraniową. W latach 1947–1953 nagrał z Narodową Orkiestrą Symfoniczną Polskiego Radia w Katowicach wiele dzieł solowych literatury waltorniowej, między innymi I i II Koncert na róg Josepha Haydna czy Koncert na róg i małą orkiestrę Kazimierza Sikorskiego. W 1948 roku został pedagogiem Akademii Muzycznej w Katowicach. W 1954 roku został pierwszym waltornistą Filharmonii Wrocławskiej i wykładowcą tamtejszej Akademii Muzycznej. W 1958 roku przez krótki czas pełnił funkcję pierwszego waltornisty Stuttgarter Philharmoniker. W latach 1958–1959 prowadził działalność pedagogiczną w Tokio (Japonia).
Jest autorem dwóch zbiorów etiud na waltornię będących materiałem edukacyjnym w szkołach muzycznych, dokonał transkrypcji na waltornię 12 etiud Johannesa Brahmsa i opracowań koncertów na ten instrument. 